# Хірбет-Газале (нохія)
Нохія Хірбет-Газале (араб. ناحية خربة غزالة) — нохія у Сирії, що входить до складу однойменної мінтаки Дар'а мухафази Дар'а. Адміністративний центр — поселення Хірбет-Газале.
До нохії належать такі поселення:

Нохія Хірбет-Газале на мапі мінтака Дар'а

- Хірбет-Газале → (Khirbet Ghazaleh);
- Альма → (Alma);
- Аль-Гарія-аль-Гарбія → (al-Ghariyah al-Gharbiyah);
- Аль-Гарія-аш-Шаркія → (al-Ghariyah al-Sharqiyah).